# 克蘭普 (密蘇里州)
克蘭普（英語：Crump）是位於美國密蘇里州開普吉拉多縣的非建制地區。

## 歷史
克蘭普的郵局於1882年設立，1907年關閉後又於1926年重啟，最終於1939年停運。

## 地理
克蘭普所處的海拔為高於海平面120米（即394英呎），而該地所採用的時區為UTC-6，即北美中部時區（CST）。同時該地設有夏令時間，為UTC-6調快一小時，即UTC-5（CDT）。